# Paramegastigmus
Paramegastigmus is een geslacht van vliesvleugeligen uit de familie Torymidae. De wetenschappelijke naam van dit geslacht is voor het eerst geldig gepubliceerd in 1915 door Girault.

## Soorten
Het geslacht Paramegastigmus is monotypisch en omvat slechts de volgende soort:
- Paramegastigmus flavus (Girault, 1914)